# Seznam vzdušných vítězství Wernera Mölderse

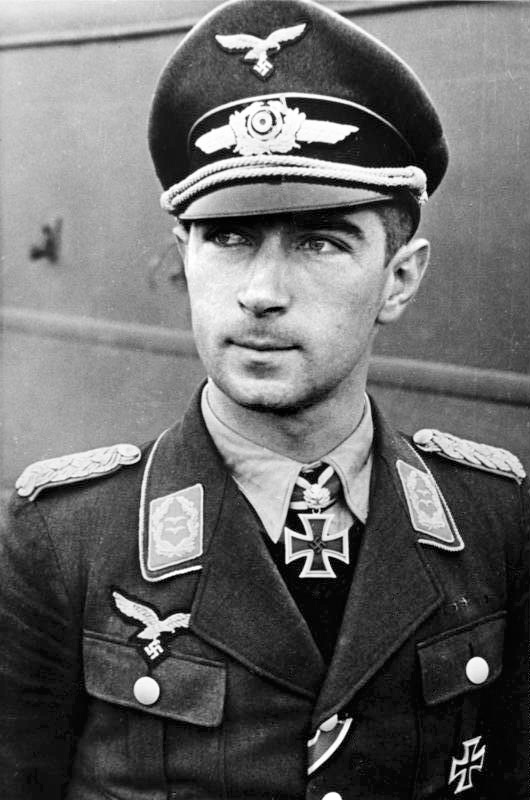
Werner Mölders (27. listopad 1940)

Tento článek obsahuje seznam vzdušných vítězství Wernera Mölderse (18. března 1913, Gelsenkirchen – 22. listopadu 1941, Vratislav), stíhacího pilota německé Luftwaffe, který se zúčastnil španělské občanské války a druhé světové války. Letecké eso Werner Mölders se stal prvním pilotem v historii, který překonal hranici 100 sestřelů. Za své bojové úspěchy získal Španělský kříž ve zlatě s meči a brilianty a Rytířský kříž s dubovými ratolestmi, meči a brilianty. Velmi se angažoval ve vývoji nových bojových leteckých taktik, například stál za vývojem čtyřčlenné letecké formace Schwarm (roj).
Mölders vstoupil do německého válečného letectva (Luftwaffe) roku 1934 ve věku 21 let. Roku 1938 byl převelen k Legion Condor, která podporovala Francisca Franca během španělské občanské války, a dosáhl 15 sestřelů. Během druhé světové války byl v bitvě o Francii a bitvě o Británii sám třikrát sestřelen, ale zároveň dosáhl 53 potvrzených sestřelů spojeneckých letadel. V roce 1941, kdy měl na svém kontě již 68 vítězství, byl se svojí JG 51 (Jagdgeschwader 51 ~ stíhací eskadra 51) převelen na východní frontu, aby se zapojil do plánovaného útoku na Sovětský svaz. Během 22. června 1941 přidal na své konto další čtyři sestřely a o týden později již překonal rekord 80 vítězství Manfreda von Richthofen z roku 1918. V polovině července téhož roku se celkový počet jeho vzdušných vítězství přehoupl přes hranici 100 uznaných sestřelů.
Nacistické velení mu poté z obav o jeho život neumožňovalo účastnit se rozsáhlejších bojových misí. Ve věku 28 let byl povýšen na Oberst (plukovník) a jmenován generálním inspektorem stíhacího letectva. Působil na poloostrově Krym, kde řídil leteckou podporu německého postupu. Po sebevraždě Ernsta Udeta, stíhacího esa z první světové války, byl Mölders povolán do Berlína, aby se zde zúčastnil pohřbu. Během cesty do hlavního města však letoun Heinkel He 111, ve kterém cestoval jako pasažér, zastihla silná bouře a selhal jeden z motorů. Pilot se s letadlem neúspěšně pokusil o nouzové přistání na letišti ve Vratislavi a Mölders po pádu letadla spolu s dvěma dalšími osobami zahynul. Jak nacistická armáda Wehrmacht, tak zprvu i německá spolková armáda Bundeswehr uctívaly jeho památku; jeho jméno nesla stíhací eskadra, torpédoborec a kasárna. Roku 2005 ovšem Německý spolkový sněm tyto posmrtné pocty na základě zprávy Úřadu pro vojenskou historii zrevidoval a Möldersovo jméno bylo z názvu eskadry i kasáren odstraněno.

## Tabulka sestřelů[1][2]
- Tato tabulka obsahuje seznam všech potvrzených vítězných leteckých soubojů Wernera Mölderse. Názvy sestřelených letadel Möldersových protivníků jsou uvedeny ve zkratkách používaných německými piloty, každá zkratka při svém prvním výskytu odkazuje na úplný název letadla.

| #    | Datum             | Čas    | Udaný typ | Möldersova jednotka | Místo sestřelu                      | Vzdušný prostor    | Poznámka |
| ---- | ----------------- | ------ | --------- | ------------------- | ----------------------------------- | ------------------ | --- |
| 1.   | 15. července 1938 | -      | Curtiss   | 3. J/88             | Okolí Algaru                        | Španělsko          | Označení „Curtiss“ používané německými piloty během občanské války ve Španělsku a posléze během Operace Barbarossa nebylo přesné. Ve skutečnosti se jednalo o stíhačky Polikarpov I-15, které piloti Luftwaffe označovali „Curtiss“ na základě jejich značné podobnosti se stíhačkou Curtiss F9C Sparrowhawk. (Chybné označení je však v seznamu ponecháno za účelem zachování autenticity). |
| 2.   | 17. července 1938 | -      | Curtiss   | 3. J/88             | Severně od Liria                    | Španělsko          | - |
| 3.   | 19. července 1938 | -      | Rata      | 3. J/88             | Západně od Villar del Arzobispo     | Španělsko          | Polikarpov I-16 si během Španělské občanské války na republikánské straně vysloužil přezdívku „Mosca“ (muška), zatímco na straně frankistů známější přezdívku „Rata“ (krysa). |
| 4.   | 19. srpna 1938    | -      | Rata      | 3. J/88             | Oblast Flix                         | Španělsko          | - |
| 5.   | 23. srpna 1938    | -      | SB-2      | 3. J/88             | Oblast Albi                         | Španělsko          | - |
| 6.   | 9. září 1938      | -      | Rata      | 3. J/88             | Oblast Flix                         | Španělsko          | - |
| 7.   | 13. září 1938     | -      | Rata      | 3. J/88             | Oblast Flix                         | Španělsko          | - |
| 8.   | 23. září 1938     | -      | Rata      | 3. J/88             | Jihozápadně od Ginestaru            | Španělsko          | - |
| -    | 23. září 1938     | -      | Rata      | 3. J/88             | -                                   | Španělsko          | Sestřel nebyl potvrzen |
| 9.   | 10. října 1938    | -      | Rata      | 3. J/88             | Severovýchodně od Flixu             | Španělsko          | - |
| 10.  | 15. října 1938    | -      | Rata      | 3. J/88             | Západně od La Figuera               | Španělsko          | - |
| 11.  | 15. října 1938    | -      | Rata      | 3. J/88             | Oblast Sierra de Montsant           | Španělsko          | - |
| 12.  | 31. října 1938    | -      | Rata      | 3. J/88             | Severozápadně od Flixu              | Španělsko          | - |
| 13.  | 31. října 1938    | -      | Rata      | 3. J/88             | Jižně od Ribarroja                  | Španělsko          | - |
| 14.  | 3. listopadu 1938 | -      | Rata      | 3. J/88             | Oblast Mola                         | Španělsko          | - |
| 15.  | 20. září 1939     | 14:30  | Curtiss   | III./JG 53          | Sierck                              | Francie            | Hawk H-75A z letky GC II/5, Armée de l’air, pilotovaný Sgt Queginerem, který stihl letadlo včas opustit. (V případě Francie bylo použité označení Curtiss správné. Byla zde používána stíhačka Curtiss H75, což byla modifikace letounu Curtiss P-36 Hawk. Je však nutné poznamenat, že přízviska „Hawk“ se mezi francouzskými piloty neužívalo.)                                            |
| 16.  | 30. října 1939    | 11:12  | Blenheim  | III./JG 53          | Klüsserath/Mosel                    | Německo            | Bristol Blenheim I (s/n: L6694) z 18. squadrony RAF, pilotovaný F/Lt AA Dilnotem, celá posádka zahynula |
| 17.  | 22. prosince 1939 | 15:05  | Hurricane | III./JG 53          | 15 km severovýchodně od Met         | Francie            | Hawker Hurricane (s/n: N2385) ze 73. squadrony RAF, pilotovaný Sgt/RM Berrym, Berry zahynul |
| 18.  | 2. března 1940    | 12:20  | Hurricane | III./JG 53          | Völklingen                          | Německo            | Pravděpodobně Hurricane I (s/n: L1808) ze 73. squadrony RAF, pilotovaný F/O EJ Kainem (19/0/2 vítězství), nouzově přistál poblíž Toulu |
| 19.  | 3. března 1940    | 13:55  | Morane    | III./JG 53          | Mety                                | Francie            | Morane-Saulnier MS.406 z letky GC II/3, Armée de l’air, pilotovaný Cpl Chef Korberem, nouzové přistání poblíž Toulu |
| 20.  | 26. března 1940   | 15:00  | Morane    | III./JG 53          | Diedenhof                           | Německo            | Mohlo se však jednat i o Hurricane I ze 73. squadrony RAF, pilotovaný F/O Ortonen, vrátil se na základnu s poškozeným letadlem |
| 21.  | 2. dubna 1940     | 12:10  | Hurricane | III./JG 53          | Jižně od Saargemündu                | Francie            | Hurricane I z 1. squadrony RAF, pilotovaný P/O Palmerem, stihl opustit letoun |
| 22.  | 20. dubna 1940    | 11:54  | Curtiss   | III./JG 53          | Jižně od Niedergeilbachu            | Německo            | Pravděpodobně Hawk H-75A (s/n 136) z letky GC II/4, Armée de l’air pilotovaný Adj Chef Cruchantem, zřítil se nedaleko Bliesbücku, Cruchant těžce raněn |
| 23.  | 23. dubna 1940    | 11:14  | Hurricane | III./JG 53          | Jižně od Diedenhofu                 | Německo            | Pravděpodobně Hurricane I (s/n: N2391) ze 73. squadrony RAF, pilotovaný Sgt/CNS Campbellem, stihl opustit letoun, lehce raněn |
| 24.  | 14. května 1940   | 16:30  | Hurricane | III./JG 53          | Sedan-Charleville                   | Francie            | - |
| 25.  | 15. května 1940   | 13:05  | Hurricane | III./JG 53          | Sedan                               | Francie            | - |
| 26.  | 19. května 1940   | 9:35   | Curtiss   | III./JG 53          | Severovýchodně od Remeše            | Francie            | - |
| 27.  | 20. května 1940   | 19:15  | Wellesley | III./JG 53          | Compiègne                           | Francie            | Pravděpodobně Vickers Wellesley |
| 28.  | 21. května 1940   | 17:30  | Morane    | III./JG 53          | Přesné místo sestřelu není známo    | -                  | - |
| 29.  | 21. května 1940   | 17:50  | Morane    | III./JG 53          | Přesné místo sestřelu není známo    | -                  | - |
| 30.  | 21. května 1940   | 19:18  | Morane    | III./JG 53          | Přesné místo sestřelu není známo    | -                  | - |
| 31.  | 22. května 1940   | 17:50  | Potez 63  | III./JG 53          | Jihozápadně od letiště Mourmelon    | Francie            | - |
| 32.  | 25. května 1940   | 18:55  | Morane    | III./JG 53          | Les Villers Cotterets               | Francie            | - |
| 33.  | 27. května 1940   | 9:10   | Curtiss   | III./JG 53          | 15 km jihozápadně od Amiensu        | Francie            | Mölders se původně domníval, že se jednalo o letoun Bloch MB-152 |
| 34.  | 27. května 1940   | 9:11   | Curtiss   | III./JG 53          | 15 km jihozápadně od Amiensu        | Francie            | Mölders se původně domníval, že se jednalo o letoun Bloch MB-152 |
| 35.  | 31. května 1940   | 19:00  | LeO 45    | III./JG 53          | Abbéville-Amiens                    | Francie            | - |
| 36.  | 3. června 1940    | 14:30  | Spitfire  | III./JG 53          | Nedaleko Paříže                     | Francie            | - |
| 37.  | 3. června 1940    | 15:00  | Curtiss   | III./JG 53          | Nedaleko Paříže                     | Francie            | Mölders se původně domníval, že se jednalo o Dewoitine D.520 |
| 38.  | 5. června 1940    | 11:20  | Bloch     | III./JG 53          | Beauvais-Compiègne                  | Francie            | - |
| 39.  | 3. června 1940    | 11:23  | Potez 63  | III./JG 53          | Beauvais-Compiègne                  | Francie            | - |
| 40.  | 28. července 1940 | -      | Spitfire  | Stab/JG 51          | Dover                               | Spojené království | Spitfire I ze 41. squadrony RAF, pilotovaný F/O Lovellem (18.5/2/10.666 vítězství), nouzově přistál, raněn |
| 41.  | 26. srpna 1940    | 12:55  | Spitfire  | Stab/JG 51          | Folkestone                          | Spojené království | - |
| 42.  | 28. srpna 1940    | 12:55  | Curtiss   | Stab/JG 51          | Severovýchodně od Doveru            | Spojené království | - |
| 43.  | 28. srpna 1940    | 18:40  | Hurricane | Stab/JG 51          | Canterbury                          | Spojené království | - |
| 44.  | 31. srpna 1940    | 9:50   | Hurricane | Stab/JG 51          | Mezi Doverem a Folkestonem          | Spojené království | - |
| 45.  | 31. srpna 1940    | ~9:50  | Hurricane | Stab/JG 51          | Mezi Doverem a Folkestonem          | Spojené království | - |
| 46.  | 31. srpna 1940    | ~9:50  | Hurricane | Stab/JG 51          | Mezi Doverem a Folkestonem          | Spojené království | - |
| 47.  | 6. září 1940      | 14:40  | Spitfire  | Stab/JG 51          | Nedaleko Folkestonu                 | Spojené království | - |
| 48.  | 7. září 1940      | 18:30  | Spitfire  | Stab/JG 51          | Nedaleko Londýna                    | Spojené království | - |
| 49.  | 9. září 1940      | 18:45  | Spitfire  | Stab/JG 51          | Nedaleko Londýna                    | Spojené království | - |
| 50.  | 11. září 1940     | 17:05  | Hurricane | Stab/JG 51          | Jihovýchodně od Londýna             | Spojené království | - |
| 51.  | 14. září 1940     | 17:40  | Spitfire  | Stab/JG 51          | Jihozápadně od Londýna              | Spojené království | - |
| 52.  | 16. září 1940     | 8:50   | Hurricane | Stab/JG 51          | Jižně od Londýna                    | Spojené království | - |
| 53.  | 20. září 1940     | 12:34  | Spitfire  | Stab/JG 51          | Nedaleko Dungeness                  | Spojené království | Spitfire z 92. squadrony RAF, pilotovaný P/O Hillem |
| 54.  | 20. září 1940     | 12:34  | Spitfire  | Stab/JG 51          | Nedaleko Dungeness                  | Spojené království | Spitfire z 92. Squadrony RAF, pilotovaný Sgt P.R. Eylesem |
| 55.  | 27. září 1940     | 17:00  | Spitfire  | Stab/JG 51          | Nedaleko Maidstone                  | Spojené království | Pravděpodobně Spitfire I (s/n: P9364) z 222. squadrony RAF, pilotovaný Sgt Scottem (5/3/0 vítězství), Scott zabit |
| 56.  | 28. září 1940     | 15:00  | Spitfire  | Stab/JG 51          | Nedaleko Littlestonu                | Spojené království | - |
| 57.  | 11. října 1940    | 12:30  | Spitfire  | Stab/JG 51          | Nedaleko Folkestonu                 | Spojené království | Spitfire I (s/n: X4562) ze 66. squadrony RAF, pilotovaný P/O Pickeringem, vyskočil z letounu nad Canterbury, raněn |
| 58.  | 12. října 1940    | 10:40  | Hurricane | Stab/JG 51          | Mezi Lympne a Canterbury            | Spojené království | - |
| 59.  | 12. října 1940    | 10:40  | Hurricane | Stab/JG 51          | Mezi Lympne a Canterbury            | Spojené království | - |
| 60.  | 12. října 1940    | 10:45  | Hurricane | Stab/JG 51          | Nedaleko Dungeness                  | Spojené království | - |
| 61.  | 15. října 1940    | 9:15   | Hurricane | Stab/JG 51          | Nedaleko Kenley                     | Spojené království | - |
| 62.  | 17. října 1940    | 16:25  | Spitfire  | Stab/JG 51          | Nedaleko Londýna                    | Spojené království | - |
| 63.  | 22. října 1940    | 15:40  | Hurricane | Stab/JG 51          | Severozápadně od Maidstonu          | Spojené království | - |
| 64.  | 22. října 1940    | ~15:40 | Hurricane | Stab/JG 51          | Severozápadně od Maidstonu          | Spojené království | - |
| 65.  | 22. října 1940    | ~15:40 | Hurricane | Stab/JG 51          | Severozápadně od Maidstonu          | Spojené království | - |
| 66.  | 25. října 1940    | 10:45  | Spitfire  | Stab/JG 51          | Severozápadně od Doveru             | Spojené království | Spitfire I (s/n: P7365) z 603. squadrony RAF,pilotovaný P/O Sodenem |
| 67.  | 25. října 1940    | 13:10  | Spitfire  | Stab/JG 51          | Nedaleko Margate                    | Spojené království | Spitfire I (s/n: P7309) z 603. squadrony RAF, pilotovaný P/O Oliverem |
| 68.  | 29. října 1940    | 13:55  | Hurricane | Stab/JG 51          | Nedaleko Dungeness                  | Spojené království | - |
| 69.  | 1. prosince 1940  | 15:15  | Hurricane | Stab/JG 51          | Nedaleko Ashfordu                   | Spojené království | - |
| 70.  | 10. února 1941    | 17:29  | Spitfire  | Stab/JG 51          | 5 km severoseverovýchodně od Calais | Francie            | - |
| 71.  | 20. února 1941    | 16:56  | Spitfire  | Stab/JG 51          | Nedaleko Doveru                     | Spojené království | - |
| 72.  | 20. února 1941    | 16:59  | Spitfire  | Stab/JG 51          | Nedaleko Doveru                     | Spojené království | - |
| 73.  | 25. února 1941    | 15:20  | Spitfire  | Stab/JG 51          | Severně od Gravelines               | Spojené království | - |
| 74.  | 26. února 1941    | 18:22  | Spitfire  | Stab/JG 51          | Jihovýchodně od Dungeness           | Spojené království | - |
| 75.  | 12. března 1941   | 19:15  | Spitfire  | Stab/JG 51          | Severně od Gravelines               | Spojené království | Spitfire II ze 74. squadrony RAF, pilotovaný Sgt Glendinningem (4/1/1 vítězství), Glendinning zabit |
| 76.  | 13. března 1941   | 15:22  | Spitfire  | Stab/JG 51          | Jihozápadně od Boulogne             | Francie            | Spitfire ze 64. squadrony RAF, pilotovaný Sqn/Ldr MacDonnellem (12.5.1.7 vítězství), opustil letoun, následně zajat |
| 77.  | 15. dubna 1941    | -      | Spitfire  | Stab/JG 51          | Nedaleko Boulogne                   | Francie            | - |
| 78.  | 16. dubna 1941    | -      | Hurricane | Stab/JG 51          | Jihozápadně od Dungeness            | Spojené království | - |
| 79.  | 16. dubna 1941    | -      | Spitfire  | Stab/JG 51          | Západně od Bercku                   | Francie            | - |
| 80.  | 4. května 1941    | -      | Hurricane | Stab/JG 51          | O'Deal                              | Spojené království | - |
| 81.  | 6. května 1941    | -      | Hurricane | Stab/JG 51          | Nedaleko Doveru                     | Spojené království | - |
| 82.  | 8. května 1941    | -      | Spitfire  | Stab/JG 51          | Nad mořem nedaleko Doveru           | Spojené království | - |
| 83.  | 22. června 1941   | -      | Curtiss   | Stab/JG 51          | -                                   | Sovětský svaz      | - |
| 84.  | 22. června 1941   | -      | SB-2      | Stab/JG 51          | -                                   | Sovětský svaz      | - |
| 85.  | 22. června 1941   | -      | SB-2      | Stab/JG 51          | -                                   | Sovětský svaz      | - |
| 86.  | 22. června 1941   | -      | SB-2      | Stab/JG 51          | -                                   | Sovětský svaz      | - |
| 87.  | 22. června 1941   | -      | SB-2      | Stab/JG 51          | -                                   | Sovětský svaz      | - |
| 88.  | 24. června 1941   | -      | SB-2      | Stab/JG 51          | -                                   | Sovětský svaz      | - |
| 89.  | 25. června 1941   | -      | SB-2      | Stab/JG 51          | -                                   | Sovětský svaz      | - |
| 90.  | 29. června 1941   | -      | Pe-2      | Stab/JG 51          | -                                   | Sovětský svaz      | - |
| 91.  | 29. června 1941   | -      | I-16      | Stab/JG 51          | -                                   | Sovětský svaz      | - |
| 92.  | 30. června 1941   | -      | SB-2      | Stab/JG 51          | Babruyská oblast                    | Sovětský svaz      | - |
| 93.  | 30. června 1941   | -      | SB-2      | Stab/JG 51          | Babruyská oblast                    | Sovětský svaz      | - |
| 94.  | 30. června 1941   | -      | SB-2      | Stab/JG 51          | Babruyská oblast                    | Sovětský svaz      | - |
| 95.  | 30. června 1941   | -      | SB-2      | Stab/JG 51          | Babruyská oblast                    | Sovětský svaz      | - |
| 96.  | 30. června 1941   | -      | SB-2      | Stab/JG 51          | Babruyská oblast                    | Sovětský svaz      | - |
| 97.  | 5. července 1941  | -      | SB-2      | Stab/JG 51          | Babruyská oblast                    | Sovětský svaz      | - |
| 98.  | 5. července 1941  | -      | SB-2      | Stab/JG 51          | Babruyská oblast                    | Sovětský svaz      | - |
| 99.  | 5. července 1941  | -      | I-16      | Stab/JG 51          | Babruyská oblast                    | Sovětský svaz      | (typ 18) |
| 100. | 5. července 1941  | -      | I-16      | Stab/JG 51          | Babruyská oblast                    | Sovětský svaz      | (typ 18) |
| 101. | 9. července 1941  | -      | Curtiss   | Stab/JG 51          | oblast Rogačev-Orša-Smolensk        | Sovětský svaz      | - |
| 102. | 9. července 1941  | -      | Curtiss   | Stab/JG 51          | oblast Rogačev-Orša-Smolensk        | Sovětský svaz      | - |
| 103. | 9. července 1941  | -      | I-16      | Stab/JG 51          | oblast Rogačev-Orša-Smolensk        | Sovětský svaz      | - |
| 104. | 10. července 1941 | -      | RZ        | Stab/JG 51          | oblast Rogačev-Orša-Smolensk        | Sovětský svaz      | - |
| 105. | 10. července 1941 | -      | RZ        | Stab/JG 51          | oblast Rogačev-Orša-Smolensk        | Sovětský svaz      | - |
| 106. | 11. července 1941 | -      | -         | Stab/JG 51          | oblast Rogačev-Orša-Smolensk        | Sovětský svaz      | - |
| 107. | 11. července 1941 | -      | -         | Stab/JG 51          | -                                   | Sovětský svaz      | - |
| 108. | 12. července 1941 | -      | -         | Stab/JG 51          | -                                   | Sovětský svaz      | - |
| 109. | 13. července 1941 | -      | -         | Stab/JG 51          | -                                   | Sovětský svaz      | - |
| 110. | 13. července 1941 | -      | -         | Stab/JG 51          | -                                   | Sovětský svaz      | - |
| 111. | 13. července 1941 | -      | Pe-2      | Stab/JG 51          | -                                   | Sovětský svaz      | - |
| 112. | 14. července 1941 | -      | Pe-2      | Stab/JG 51          | -                                   | Sovětský svaz      | - |
| 113. | 14. července 1941 | -      | Pe-2      | Stab/JG 51          | -                                   | Sovětský svaz      | - |
| 114. | 15. července 1941 | -      | -         | Stab/JG 51          | -                                   | Sovětský svaz      | - |
| 115. | 15. července 1941 | -      | -         | Stab/JG 51          | -                                   | Sovětský svaz      | - |
| -    | 8. listopadu 1941 | -      | Il-2      | Stab/JG 77          | -                                   | Sovětský svaz      | Sestřel nebyl potvrzen |